# مارك غرين
مارك غرين (بالإنجليزية: Mark Green)‏ هو لاعب هوكي الجليد أمريكي، ولد في 26 ديسمبر 1967 في ماسينا في الولايات المتحدة، وتوفي في 5 أكتوبر 2004 بسبب شنق.

## وصلات خارجية
- مارك غرين على موقع دوري الهوكي الوطني (الإنجليزية)
- مارك غرين على موقع EliteProspects.com (الإنجليزية)
- مارك غرين على موقع HockeyDB.com (الإنجليزية)